# بوهلنبرگ
بوهلنبرگ (به آلمانی: Buhlenberg) یک شهر در آلمان است که در بیرکنفلد واقع شده‌است. بوهلنبرگ ۵۱۱ نفر جمعیت دارد.